# Procordulia irregularis
Procordulia irregularis – gatunek ważki z rodziny szklarkowatych (Corduliidae).